# Villemorin
Villemorin é uma comuna francesa na região administrativa da Nova Aquitânia, no departamento de Charente-Maritime. Estende-se por uma área de 10,67 km². Em 2010 a comuna tinha 107 habitantes (densidade: 10 hab./km²).